# 万丰路 (北京)
万丰路，是北京市丰台区的一条道路，为北京西南城区的南北向城市主干路。

## 简介
万丰路南起丰台北路万丰桥，北到莲花池西路金家村桥，红线宽度50米，长度约为3400米。因北接万寿路，向南止于丰台北路，所以取“万”和“丰”各一字命名为“万丰路”。2003年8月8日，北京市人民政府规划部门对该路进行了地名命名方案公示。2004年，万丰路建成通车，成为北京西部城区重要的城市主干路。此后，万丰路成为所在地段的标志性地名，万丰公园（2008年建成）、万丰桥（位于丰台北路与万丰路相交处，是丰台北路上跨万丰路的通过式立交桥，2006年命名）等等均以万丰路命名。
万丰路建成后，北接万寿路，南接东大街，成为分流北京西三环、西四环早晚高峰的主要道路之一。万丰路的商业也不断发展。2016年9月10日，北京银座和谐广场开业，位于万丰路与京港澳石高速交叉口东北角，是北京西南城区第一家一站式家庭娱乐生态型购物中心。
北京地铁14号线七里庄站位于万丰路南口，2014年正式投入运营。